# Park Miniatur w Podzamczu
Park Miniatur w Podzamczu – park znajdujący się przy ruinach zamku Ogrodzieniec we wsi Podzamcze k. Ogrodzieńca. Park zawiera makiety w skali 1:25 wszystkich zamków i warowni położonych na Jurze Krakowsko-Częstochowskiej (Orle Gniazda):
1. Zamek w Olsztynie
2. Zamek Ogrodzieniec
3. Zamek biskupi w Siewierzu
4. Zamek w Będzinie
5. Zamek Tenczyn
6. Zamek Lipowiec
7. Zamek Królewski na Wawelu
8. Zamek Pieskowa Skała
9. Zamek w Ojcowie
10. Zamek w Pilicy
11. Zamek w Rabsztynie
12. Zamek w Bydlinie
13. Zamek Bąkowiec
14. Zamek w Smoleniu
15. Zamek w Mirowie
16. Zamek w Bobolicach

W centralnej części parku znajduje się także makieta Jasnej Góry.
Makiety zamków i warowni odtworzone zostały zgodnie z prawdą historyczną a samo wykonanie makiet poprzedziły wielomiesięczne poszukiwania i opracowywanie dokumentacji historycznej. Obiekty, które są prezentowane w Parku Miniatur zostały umieszczone w otwartej przestrzeni, ponieważ oprócz samych budowli odtworzono także interesujące ukształtowanie Jury – malownicze doliny i kaniony o spadzistych stokach oraz urwiste skalne ściany, na których usadowione są zamki.
W Parku Miniatur można zobaczyć także repliki machin oblężniczych z okresu średniowiecza m.in. katapultę, balistę – rodzaj kuszy na kołach, a także trebusz – efektowną machinę miotającą pociski, przypominającą mechaniczną procę. Prezentowane machiny zostały wykonane w skali 1:1 dzięki czemu pomogą przybliżyć sposoby prowadzenia walk zbrojnych z XIV, XV i XVI w.